# Andrzej Seweryn
Andrzej Teodor Seweryn (n. 25 aprilie 1946, Heilbronn, Germania) este un actor polonez și regizor de teatru. Unul dintre cei mai de succes actori de teatru polonezi, a jucat și în peste 50 de filme, în mare parte produse în Polonia, Franța și Germania. El este, de asemenea, unul dintre cei trei actori care nu sunt francezi care au fost angajați de Comédie-Française din Paris. În prezent, este director general al Teatrului Polonez din Varșovia. El are trei copii cu trei soții diferite: o fiică Maria Seweryn (născută în 1975) cu prima sa soție, actrița poloneză Krystyna Janda precum și doi fii Yann-Baptiste și Maximilien.

## Viață și carieră
Andrzej Seweryn s-a născut la 25 aprilie 1946 în Heilbronn, Germania. Părinții săi, Zdzisław și Zofia, au fost prinși și forțați să facă muncă de sclavi în Germania nazistă în timpul celui de-al doilea război mondial. După nașterea lui Andrzej, familia s-a întors în Polonia. În 1968 a absolvit Academia Națională de Artă Dramatică din Varșovia și a lucrat la Teatr Ateneum unde a continuat să interpreteze ca actor până în 1980. 
Deja în anii 70 a câștigat multă faimă în urma apariției sale în numeroase filme regizate de Andrzej Wajda, în special Without Anesthesia, Ziemia obiecana (Țara promisă) și Omul de fier. Pentru rolul din 1980, ca Adam Pietryk în Dyrygent (Dirijorul) regizat de asemenea de Wajda, Seweryn  a primit Ursul de Argint pentru cel mai bun actor la cel de-al 30-lea festival internațional de film din Berlin.
În 1980 Seweryn a debutat în teatrul din Franța, în urma punerii în scenă a interpretării lui Wajda a pieselor lui Stanisław Witkiewicz la Théâtre Nanterre-Amandiers. 
În momentul impunerii legii marțiale în Polonia în 1981 Seweryn se afla în Franța. Simpatizant al Solidarității care era în afara legii, Seweryn a decis să rămână în străinătate și să se stabilească în Franța. Cu timpul a solicitat și cetățenia franceză. În timpul șederii sale în Franța a colaborat cu unii dintre cei mai cunoscuți regizori de teatru. Printre aceștia s-au numărat Claude Régy (La Trilogie du revoir și Grand et Petit de Botho Strauss), Patrice Chéreau (Peer Gynt de Henrik Ibsen), Peter Brook (Mahabharata), Bernard Sobel (Nathan înțeleptul de Gotthold Ephraim Lessing, Omul cel bun din Seciuan de Bertold Brecht, Tartuffe de Molière), Deborah Warner (O casă de păpuși de Henrik Ibsen), Antoine Vitez (L’Échange de Paul Claudel), Jacques Rosner (Livada de vișini de Anton Cehov și Mic dejun cu Wittgenstein bazat pe un roman de Thomas Bernhard) și Jacques Lassalle (Jedermann de Hugo von Hofmannsthal și Mizantropul de Molière). 
Din 1993 a jucat la Comédie Française din Paris (a devenit membru deplin în 1995, ca al treilea non-francez din istoria acestui teatru) și a predat la Conservatorul din Paris. În 1996 a primit premiul Witkacy - Premiul Cercul Criticiilor. Pentru contribuția sa la cultura franceză în 2005 a fost premiat cu Legiunea de onoare, de asemenea a primit Ordinul Artelor și Literelor și Ordinul Național de Merit.
Andrzej Seweryn a apărut în peste cincizeci de filme cinematografice, majoritatea producții poloneze, franceze și germane. Este cel mai cunoscut în Statele Unite pentru interpretarea sa ca Julian Scherner în filmul Lista lui Schindler. Se presupune că Seweryn a fost ales pentru rolul lui Scherner, deoarece s-a asemănat fizic cu Julian Scherner, bazat pe dovezi fotografice din al doilea război mondial. De asemenea, el l-a înfățișat pe liderul revoluționar francez Maximilien de Robespierre, în filmul și mini-serialul La Révolution française (1989) (cu sensul și despre Revoluția Franceză). 
Filmul său din 2006, Kto nigdy nie żył... (Cine nu a trăit niciodată), a fost înscris în concurs la cel de-al 28-lea Festival Internațional de Film de la Moscova.
În 2016, a câștigat premiul pentru cel mai bun actor la Festivalul Internațional de Film de la Locarno pentru filmul Ostatnia rodzina (Ultima familie, regia Jan P. Matuszyński).

## Filmografie
- Beata (1965) - Pupil
- Album polski (1970, a.k.a. Polish Album) - Tomek
- Przejście podziemne (1974, TV Short, a.k.a. The Underground Passage) - Stach
- Pământul făgăduinței (1975) - Maks Baum
- Noce i dnie (1975, a.k.a. Nights and Days) - Anzelm Ostrzenski
- Opadły liście z drzew (1975, a.k.a. Leaves Have Fallen) - Smukły
- Hotel „Pacific” (1975) - Henek (voce)
- Obrazki z życia (1975, a.k.a. Pictures From Life) - Writer
- Polskie drogi (1977, TV Series) - Sturmbannführer Kliefhorn
- Omul de marmură (1977) - naratorul (voce)
- Długa noc poślubna (1977, TV Movie a.k.a. Long Honeymoon)
- Granica (1978, a.k.a. The Limit) - Zenon Ziembiewic
- Fără anestezie (1978) - Jerzy Rosciszewski
- Bestia (1978) - Ksiadz
- Roman i Magda (1979, a.k.a. Roman and Magda) - Roman Barwinski
- Rodzina Połanieckich (1979, TV Series) - Bukacki
- Kung-Fu (1979) - Marek Kaminski
- Dyrygent (1980, a.k.a. Orchestra Conductor) - Adam Pietryk
- Golem (1980) - Doctor Creating Pernat
- Omul de fier (1981) - cpt. Wirski
- Dziecinne pytania (1981, a.k.a. Childish Questions) - Bogdan
- Peer Gynt (1981, TV Movie) - Le cuisinier / Le propriétaire d'Haegstad / Le père de la mariée
- Najdłuższa wojna nowoczesnej Europy (1982, TV Series) - Hipolit Cegielski
- Roza (1982)
- Danton (1983) - Bourdon
- Marynia (1984) - Edward Bukacki
- Haute Mer (1985, TV Movie)
- Qui trop embrasse... (1986) - Marc
- La Femme de ma vie (1986, a.k.a. Women of My Life) - Bernard
- La Coda del diavolo (1986, a.k.a. The Malady of Love) - The pedlar
- Na srebrnym globie (1987, a.k.a. The Silver Globe) - Marek
- La Révolution française (1989, a.k.a. The French Revolution) - Maximilien-Marie-Isidore De Robespierre
- The Mahabharata (1989, TV Mini-Series) - Yudhishthira
- La bonne Âme de Setchouan (1990, TV Movie) - Wang
- Napoléon et l'Europe (1991, TV Series)
- La Condanna (1991, a.k.a. The Conviction) - Giovanni, Public attorney
- Indochine (1992) - Hebrard
- L'Échange (1992, Short)
- Amok (1993) - Steiner
- Lista lui Schindler (1993) - Julian Scherner
- Podróż na wschód (1994, TV Movie, a.k.a. A Journey East) - Jakub
- Le Fils du cordonnier (1994, TV Mini-Series) - Célestin
- Ohnivé jaro (1994)
- Total Eclipse (1995) - Mr. Maute De Fleurville
- Lucie Aubrac (1997) - Lt. Schlondorf
- Généalogies d'un crime (1997, a.k.a. Genealogies of a Crime) - Christian
- Billboard (1998) - Agency Manager
- Prin foc și sabie (1999, a.k.a. With Fire and Sword) - Jeremi Wiśniowiecki
- Pan Tadeusz (1999) - judecătorul Soplica
- Prymas - trzy lata z tysiąca (2000, a.k.a. The Primate) - Stefan Wyszyński
- Zemsta (2002, a.k.a. The Revenge) - Rejent Milcze
- Par amour (2003, TV Movie) - François
- À ton image (2004) - Professor Cardoze
- Kto nigdy nie żył... (2006) - Ordynator
- Ekipa (2007, TV Series) - President Juliusz Szczęsny
- Laa rounde de nuit (2007, a.k.a. Nightwatching) - Piers Hasselburg
- La Possibilité d'une île (2008) - Slotan
- Różyczka (2010, a.k.a. Little Rose) - Adam Warczewski
- Uwikłanie (2011) - Witold
- You Ain't Seen Nothin' Yet! (2012) - Marcellin
- Sep (2013) - Reatorski
- Zblizenia (2014) - Andrzej Milewski
- Anatomia zla (2015) - Roman Szerepeta
- The Last Family (2016) - Zdzisław Beksiński
- The Mire (2018, TV series) - Witold Wanycz
- Solid Gold (2018) - Tadeusz Kawecki